# ジェリー・ゴフィン
ジェリー・ゴフィン（Gerry Goffin、本名：ジェラルド・ゴフィン、1939年2月11日 - 2014年6月19日）は、アメリカ合衆国の作詞家。
ニューヨーク市ブルックリン区でユダヤ系ロシア人移民の両親の元に生まれた。1990年に、かつての作詞作曲のパートナーで、最初の妻でもあったキャロル・キングとともに、ロックの殿堂入りを果たした。2008年現在までにゴフィンは、Billboard Hot 100の首位へ7曲、トップ40には59曲を送り込んでいる。

## 経歴
ブルックリン実業高等学校 (Brooklyn Technical High School) を卒業後、徴兵されてアメリカ海兵隊予備役に編入された。その後、海軍兵学校で1年間学んだが、海軍を辞め、ニューヨーク市立大学クイーンズ校に入学して化学を専攻した。
1959年8月に、ゴフィンはキャロル・キングと結婚し、夫妻でチームを組んで作詞作曲で成功し、有名なブリル・ビルディングのソングライター集団の一角を占めるようになった。最初のヒット曲「ウィル・ユー・ラヴ・ミー・トゥモロー」は、シュレルズが吹き込み、1961年1月にBillboard Hot 100の首位に達した。スティーヴ・ローレンスが歌った「ゴー・アウェイ・リトル・ガール」は1963年1月に同じく1位を記録した。キング自身が歌った「イット・マイト・アズ・ウェル・レイン・アンティル・セプテンバー」は22位を記録し、全英シングルチャートの3位を記録した。ザ・モンキーズが吹き込んだ「プレザント・バレー・サンディ (Pleasant Valley Sunday)」は、ビルボード全米3位まで上昇した。
1968年にキングと離婚はしたものの、その後もしばらくは共同での曲づくりが続けられた。2人の間には、後に自身もシンガーソングライターとなったルイーズ・ゴフィン (Louise Goffin) と、シェリー・ゴフィン・コンドー (Sherry Goffin Kondor) が生まれた。キングの回顧録によると、ゴフィンはLSDの服用によって精神疾患を引き起こし、リチウム（リチウム塩）の処方や電気けいれん療法を受けるようになり、双極性障害に苦しんでいたという。
キングのほかにも、ゴフィンはバリー・マン、ラス・タイトルマン (Russ Titelman)、バリー・ゴールドバーグ (Barry Goldberg)、マイケル・マッサーなど、何人もの作曲者たちと共同で曲づくりをしている。こうした（キング以外の）作曲家との作品には、以下のようなものがある。
- "It's Not the Spotlight" - バリー・ゴールドバーグとの共作。マンハッタン・トランスファー、ロッド・スチュワート、キム・カーンズが録音。
- "So Sad the Song" - マイケル・マッサーとの共作。グラディス・ナイト&ザ・ピップス (Gladys Knight & the Pips) が録音し、ゴールデングローブ賞にノミネートされた。
- 「すべてをあなたに」 ("Saving All My Love for You") - マイケル・マッサーとの共作。ホイットニー・ヒューストン が録音し、1986年のグラミー賞最優秀女性ポップ・ボーカル賞を獲得した。
- "Yes I Will" - ラス・タイトルマンとの共作。ザ・ホリーズ、ザ・モンキーズ（別曲名「I'll Be True to You」として）などが録音。
- "What Am I Gonna Do With You (Hey Baby)" - ラス・タイトルマンとの共作。シフォンズ、レスリー・ゴア (Lesley Gore) が録音。

近年の作品としては、以下のようなものがある。
- "Time, Don't Run Out On Me" - アン・マレーが録音
- "A Long and Lasting Love" - グレン・メデイロスが録音

1995年、ゴフィンは再婚した。ゴフィンは、ケリー・クラークソンの才能にいち早く気付いたひとりであり、2001年にクラークソンが『アメリカン・アイドル』のオーディションを受けるよりも前に、彼女を雇い入れてデモ音源を作らせていた。1996年に元妻キャロル・キングの半生を元にした映画『グレイス・オブ・マイ・ハート』用に久しぶりに1950年代のスタイルで作詞と作曲を手掛けた。劇中の自らの役はまるでビートニクに描かれていた。
2014年6月19日、カリフォルニア州ロサンゼルスの自宅で死去。75歳没。

## ディスコグラフィ

### アルバム
- 『イット・エイント・イグザクトリー・エンターテイメント』 - It Ain't Exactly Entertainment (1973年、Adelphi)
- 『バック・ルーム・ブラッド』 - Back Room Blood (1996年、Genes)[1]
- 『イット・エイント・イグザクトリー・エンターテインメント・デモ&アザー・セッションズ』 - It Ain't Exactly Entertainment Demo & Other Sessions (2010年、Big Pink)

### シングル & EP
- It's Not the Spotlight (1973年、Adelphi)
- "Back Room Blood" (1996年)